# فهرست فرودگاه‌ها بر پایه کد ایکائو: B
فهرست فرودگاه‌ها بر پایه کد فرودگاهی ایکائو: A - B - C - D - E - F - G - H - I - J - K - L - M - N - O - P - Q - R - S - T - U - V - W - X - Y - Z
ببینید: فهرست فرودگاه‌ها بر پایه کد یاتا
نحوهٔ چینش اطلاعات:
- ایکائو؛ (یاتا)؛ نام فرودگاه؛ مکان فرودگاه

## BG -گرینلند
همچنین رده و فهرست را ببینید.
Greenland is a self-governed territory of دانمارک. Many locations in Greenland have زبان دانمارکی names in addition to the زبان گرینلندی names. The Danish name, when applicable, is shown in parentheses.
- BGAA  (JEG) – فرودگاه آسیات – آسیات (Egedesminde, Ausiat)
- BGAG (AOQ) – بالگردگاه پیلاتوک (کواسویتساپ) – آپیلاتاک، کواسویتسو
- BGAK – بالگردگاه اکونآک – اکوناک
- BGAM (AGM) – بالگردگاه تاسییلاک – Tasiilaq (Ammassalik, Angmagssalik)
- BGAP (LLU) – بالگردگاه اولویتسوپ پا – الیوتساپ پا
- BGAQ (QUV) – بالگردگاه پیلاتوک (کوجالک) – آپیلاتاک، کوجالک
- BGAR (JRK) – Arsuk Heliport – Arsuk
- BGAS (QUW) – بالگردگاه اماسیویک – اماسیویک
- BGAT – بالگردگاه اتو – Attu
- BGBW (UAK) – فرودگاه نارسارسواک – Narsarsuaq (Narssarssuaq)
- BGCH (JCH) – فرودگاه هلیکوپتر کاسی‌گیانگوییت (Christianshåb Heliport) – Qasigiannguit (Christianshåb)
- BGCO (CNP) – فرودگاه نرلریت اینات (Constable Pynt Airport) – Jameson Land
- BGEM – (see BGAA)
- BGET (QFG) – Eqalugaarsuit Heliport – Eqalugaarsuit
- BGFD (QFN) – فرودگاه هلیکوپتر نارسارمی‌ییت – Narsaq Kujalleq
- BGFH – (see BGPT)
- BGGD (JGR) – Kangilinnguit Heliport (Grønnedal Heliport) – Kangilinnguit (Grønnedal)
- BGGH (GOH) – فرودگاه نوک – نوک (گرینلند) (Godthåb)
- BGGN (JGO) – فرودگاه هلیکوپتر ککرتارسوآگ (Godhavn Heliport) – Qeqertarsuaq (Godhavn)
- BGHB – (see BGSS)
- BGIA (IKE) – بالگردگاه ایکراساک – Ikerasak
- BGIG – بالگردگاه ایگینیارفیک – Iginniarfik
- BGIK – بالگردگاه ایکراسآرسوک – Ikerasaarsuk
- BGIL – بالگردگاه ایلیماناک – Ilimanaq
- BGIN (IUI) – بالگردگاه اینوخسوئیت – Innarsuit
- BGIS (IOQ) – بالگردگاه ایسرتک – Isortoq
- BGIT – بالگردگاه ایکامیوت – Ikamiut
- BGJH (JJU) – فرودگاه هلیکوپتر کاکورتوک (Julianehab Heliport) – کاکورتوک (Julianehab)
- BGJN (JAV) – فرودگاه ایلولیست (Jakobshavn Airport) – ایلولیسات (Jakobshavn)
- BGKA – بالگردگاه کانگاتسیاک – Kangaatsiaq
- BGKK (KUS) – فرودگاه کولوسوک – Kulusuk
- BGKL – بالگردگاه کویالگ آپرناویک – Upernavik Kujalleq
- BGKM – بالگردگاه کومیت – Kuummiit
- BGKQ (KHQ) – فرودگاه بالگردگاه کولرسواک – Kullorsuaq
- BGKS (KGQ) – بالگردگاه کانگرسواتسیاک – Kangersuatsiaq
- BGKT – بالگردگاه کیتسیسوارسویت – Kitsissuarsuit
- BGLL (IOT) – بالگردگاه ایلورسوئیت – Illorsuit
- BGMO – فرودگاه هلیکوپتر موریوساک – Moriusaq
- BGMQ (JSU) – فرودگاه مانیتسوک – Maniitsoq (Sukkertoppen)
- BGNK – فرودگاه هلیکوپتر نیاکورناآرسوک – Niaqornaarsuk
- BGNL – Nalunaq Heliport – Nalunaq
- BGNN (JNN) – بالگردگاه نانورتالیک – Nanortalik
- BGNQ (JUU) – بالگردگاه نوگاتسیاک – Nuugaatsiaq
- BGNS (JNS) – فرودگاه هلیکوپتر نارساک – Narsaq
- BGNT (NIQ) – فرودگاه هلیکوپتر نیاکورنات – Niaqornat
- BGNU (NSQ) – بالگردگاه نوسواک – Nuussuaq
- BGPT (JFR) – فرودگاه پامیتو – Paamiut (Frederikshåb)
- BGQA – (see BGQQ)
- BGQE – فرودگاه هلیکوپتر ککرتاک – ققرتاق
- BGQQ  (NAQ) – فرودگاه کاآناگ – Qaanaaq
- BGQT (QJH) – Qassimiut Heliport – Qassimiut
- BGSC (OBY) – بالگردگاه ایتککرتورمییت (Scoresbysund Heliport) – Ittoqqortoormiit (Scoresbysund)
- BGSF (SFJ) – فرودگاه کانگرلوسواک (Søndre Strømfjord Airport) – Kangerlussuaq (Søndre Strømfjord)
- BGSG – بالگردگاه سرمیلیگاق – Sermiligaaq
- BGSI (SRK) – بالگردگاه سیوراپالوک – Siorapaluk
- BGSO (QOQ) – Saarloq Heliport – Saarloq
- BGSQ – بالگردگاه سقق – Saqqaq
- BGSS  (JHS) – فرودگاه سیسیمیوت (Holsteinsborg Airport) – سیسیمیوت (Holsteinsborg)
- BGST (SAE) – بالگردگاه ساتوت – Saattut
- BGSV (SVR) – بالگردگاه سویسیویک – Savissivik
- BGTA (TQA) – بالگردگاه تاسیوساک (قاشوییتچوپ) – Tasiusaq, Qaasuitsup
- BGTL (THU) – پایگاه هوایی ثول – Pituffik، Qaanaaq
- BGTN (TQI) – بالگردگاه تینیتکیلاک – Tiniteqilaaq
- BGTQ (XEQ) – بالگردگاه تاسیوساک (کوالک) – Tasiusaq, Kujalleq
- BGUK  (JUV) – فرودگاه آپرناویک – Upernavik
- BGUM (UMD) – بالگردگاه اوماناک – Uummannaq
- BGUQ (JQA) – فرودگاه کارسوت – Qaarsut
- BGUT (JUK) – بالگردگاه اوکوسیسات – Ukkusissat

## BI -ایسلند
همچنین رده و فهرست را ببینید.
- BIAR (AEY) – فرودگاه آکوریری – آکوریری
- BIBA - فرودگاه باکی - Bakki
- BIBD (BIU) - فرودگاه بیلدودالور - Bíldudalur
- BIBK (BJD) – Bakkafjordur Airport – Bakkafjörður
- BIBL (BLO) – Blönduós Airport – بلوندوس
- BIBR – Búðardalur Airport – Búðardalur
- BIDV (DJU) – Djupivogur Airport – Djupivogur
- BIEG (EGS) – فرودگاه اگیلستادیر – Egilsstaðir
- BIGJ (GJR) - فرودگاه جوگر - Gjögur
- BIGR (GRY) – فرودگاه گریمزی – Grímsey
- BIHN (HFN) – فرودگاه هرنافیوردور – Höfn
- BIHU (HZK) – فرودگاه هوساویک – هوساویک
- BIIS (IFJ) – فرودگاه ایسافیوردور – ایسافجرویر
- BIKF (KEF) – فرودگاه بین‌المللی کفلاویک (Flugstöð Leifs Eiríkssonar) – کپلاویک
- BIKP (OPA) – Kopasker Airport – Kópasker
- BIKR (SAK) – فرودگاه سوت‌الفرکراوشکور – Sauðárkrókur
- BINF (NOR) – Nordfjordur Airport – Nordfjordur
- BIPA (PFJ) – فرودگاه پاتریکس فیورد – Patreksfjörður
- BIRF (OLI) – Rif Airport – Ólafsvík
- BIRG (RFN) – Raufarhöfn Airport – Raufarhöfn
- BIRK (RKV) – فرودگاه ریکیاویک – ریکیاویک
- BISF - فرودگاه سلفس - Selfoss
- BISI (SIJ) – فرودگاه سیلگوفیورور – Siglufjörður
- BIST (SYK) – Stykkishólmur Airport – Stykkishólmur
- BITE (TEY) – Thingeyri Airport – Þingeyri
- BITN (THO) – فرودگاه پورشوفن – Þórshöfn
- BIVM (VEY) – فرودگاه وست‌منیجار – جزایر وستمن
- BIVO (VPN) – فرودگاه وپنافیردور – Vopnafjörður

## BK -کوزوو
همچنین رده و فهرست را ببینید.
- BKPR (PRN) – فرودگاه بین‌المللی پریشتینا – پریشتینا